# Антифашисты в России
Современные антифашисты в России представлены как автономными аффинити-группами (члены которых могут иметь разные политические взгляды, начиная от левых социал-демократов и заканчивая ультралевыми марксистами и анархистами), так и общественными движениями и организациями (Молодёжное правозащитное движение, Сеть против расизма и нетерпимости, Международное общество «Мемориал», «Комитет 19 января»), разделяющими антифашистские идеи.
Современные левые антифашисты считают себя продолжателями традиций движения «Антифашистское действие» (нем. Antifaschistische Aktion), которое являлось частью Союза красных фронтовиков (нем. Rotfrontkämpferbund) — военной организации Коммунистической партии Германии времён Веймарской республики, боровшейся против фашизма в период до Второй мировой войны. Пережившие репрессии НСДАП, оставшиеся в живых антифашисты вступили в ряды Сопротивления.
В связи с активизацией нацистских, фашистских и радикальных националистических идеологий в период после Второй мировой войны, в качестве противодействия им, вновь возрождается антифашистское действие и в этом виде существует по наши дни.
Антифашисты в России сосредоточены главным образом в Москве и Санкт-Петербурге, где по традиции сильны различные социальные движения. Количество антифашистов, которые регулярно участвуют в уличных акциях, значительно варьируется из-за неоднородности движения, где-то от 500 до 1500 человек, согласно численности людей, принимавших участие в самых масштабных политических мероприятиях организованных антифашистами.

## Публичные акции и мероприятия антифашистов
- В июне 2005 года МПД проводило международный конкурс культурных акций под эгидой кампании «Антифашизм и толерантность»[9]. Тематика конкурса включала в себя такие темы, как: миротворчество, толерантность, ненасилие, антифашизм, межкультурное взаимодействие.

- 29 октября 2006 года, антифашисты наряду с представителями других политических партий и правозащитниками провели в Санкт-Петербурге шествие «против ненависти и расизма», в котором приняли участие около 300 человек[10].
- 4 ноября 2006 года антифашисты провели митинг на Болотной площади в Москве, в котором приняло участие порядка 700 человек[11]. Для предотвращения нападений со стороны радикальных националистических группировок и охраны порядка были привлечены порядка 500 милиционеров и подкрепление из 15 автобусов ОМОНа[12]. Мероприятие прошло без происшествий, не считая провокации группы националистов численностью в 60-70 человек в самом начале митинга[13].
- 19 ноября 2006 антифашисты на подмосковной платформе Ромашково сумели задержать нескольких националистов, до этого искалечивших киргиза, ехавшего в подмосковной электричке из Усово. Как сообщает Gazeta.ru, нападавшие, молодые люди от 16 до 18 лет, были переданы милиции[14].
- 4 ноября 2008 года в Новосибирске во время Русского марша колонне националистов перекрыла дорогу группа около 50 человек с горящими красными и зелёными факелами в руках и транспарантом «Нет фашистскому маршу!»[15].
- 4 ноября 2009 года на Чистопрудном бульваре в Москве прошёл митинг-концерт под названием «Русские против фашизма». Акция была приурочена ко Дню народного единства — празднику, который традиционно сопровождается активностью радикальных националистов[16].

## Нападения на отдельных лиц или представителей антифашистских групп
- 19 июня 2004 года в собственной квартире в Санкт-Петербурге был убит российский учёный-этнограф Николай Михайлович Гиренко[17]
- 13 ноября 2005 года группой, состоящей из 11 неонацистов у входа в магазин «Буквоед» на площади Восстания был убит 20-летний студент философского факультета Тимур Качарава[18]. Матвиенко отрицала политической характер нападения на студента. 15 ноября в Санкт-Петербургском государственном университете были отменены все занятия.
- 16 апреля 2006 года погиб Александр Рюхин. Его убили ударом ножа в жизненно важные органы шестеро неонацистов. Троих обвиняемых в убийстве 19-летнего подростка будут судить по информации следователя по особо важным делам прокуратуры Южного административного округа Москвы В. А. Пашкевича «за хулиганство» (ст. 213 ч. 2 УК РФ)[19]. По мнению некоторых источников[20], в ходе следствия прокуратура города Москвы угрожала матери жертвы, а также свидетелю убийства тем, что выпустит преступников на свободу, если пострадавшие не подпишут документ о завершении ознакомления с делом. Правозащитники и активисты Антифа утверждают: «пока власть ведёт борьбу с мифическими экстремистами из оппозиционных организаций, реальные экстремисты продолжают убивать, оставаясь при этом безнаказанными»[21].
- 14 января 2007 года пятеро неизвестных напали на юго-западной окраине Санкт-Петербурга на 21-летнего антифашиста Ивана Елина, нанеся ему свыше 20 ножевых ранений. Елин возвращался домой после благотворительной акции Food not bombs. По мнению представителей антифашистских кругов, нападение совершено неонацистами, выследившими Елина после акции. Правозащитники Петербурга заявили о том, что власти бездействуют при раскрытии преступления[22].
- 21 июня 2007 года в ходе нападения на лагерь экологов в Иркутской области был убит 26-летний эколог-активист, антифашист, член организации «Автономное действие» Илья Бородаенко[23].
- 16 марта 2008 года, в центре Москвы, на выходе из станции метро «Китай-город», около 15 неонацистов с ножами напали на 7 человек, которые шли на панк-концерт в клубе «Art Garbage». В результате нападения молодой парень из подмосковного города Ногинска — 21-летний Алексей Крылов — скончался на месте от многочисленных ножевых ранений[24]. В его убийстве обвиняются В. Тамамшев и С. Голубев из «банды Льва Молоткова»[25].
- 10 октября 2008 года скинхед-антирасист, один из основателей движения Moscow Trojan Skinheads 26-летний Фёдор Филатов скончался в Москве от множественных ножевых ранений[26].
- 28 июня 2009 года при до сих пор не до конца ясных обстоятельствах с помощью ножа и травматического пистолета убит антифашист и футбольный фанат Илья Джапаридзе[27].
- 16 ноября 2009 года в Москве был застрелен активист антифа, 26-летний Иван Хуторской по прозвищу «Костолом»[28][29].
- 23 мая 2010 года в Рязани был жестоко избит 25-летний антифашист Константин Лункин. 31 мая он умер в больнице, не приходя в сознание[30].
- 9 февраля 2012 года в Самаре был убит анархист и антифашист, участник митингов «За честные выборы» 20-летний Никита Калин[31].

## Неправомерные действия, совершённые отдельными лицами или представителями антифашистских групп
- 17 сентября 2006 года активисты антифашистского действия провели нападение на митинг Движения против нелегальной иммиграции (ДПНИ), в результате чего три человека был госпитализированы: один — с ножевым ранением, двое — с открытыми черепно-мозговыми травмами[32]. Кроме того, ранения получили ещё несколько человек, включая случайных прохожих[33]. Активисты антифашистского движения взяли на себя ответственность за эту акцию, отвергнув обвинения в использовании ножей[34].

- 17 сентября 2006 года группа антифашистов напала на пикет ДПНИ в Санкт-Петербурге, протестовавший против событий в Кондопоге. В результате двое пикетчиков получили черепно-мозговые травмы, а один ножевое ранение. Шестеро антифашистов были осуждены за погром условно[35].
- 7 марта 2008 антифашисты напали на пикет православной общественности около консульства Соединённых Штатов Америки. Участники выступали против признания независимости Косово[36][37].

- 18 марта 2008 года четверо антифашистов (Ригишвили, Закарай, Залесский и Попов) избили бейсбольными битами двух молодых людей, исповедующих идеи национализма[38], сняли избиение на камеру и разместили материал в сети Интернет. Впоследствии нападавшие были осуждены условно[39].
- В ночь на 13 июня 2008 года в Санкт-Петербурге на антифашиста Алексея Бычина, который шёл со своей девушкой по Невскому проспекту, напали два неонациста, использовавшие при этом битые пустые бутылки в качестве орудия для нападения. Перед нападением молодые люди вскидывали руки в нацистском приветствии[40]. Алексею пришлось обороняться при помощи ножа. В результате выяснилось, что один из нападавших являлся сотрудником правоохранительных органов. Бычин был оправдан в покушении на убийство, но приговорён к 5 годам строгого режима за причинение потерпевшим тяжких телесных повреждений[41][42]. В поддержку осуждённого антифашиста было проведено несколько уличных акций[43][44].
- 30 августа 2008 года 23-летний антифашист, студент философского факультета МГУ Алексей Олесинов с группой лиц спровоцировали словесную перепалку с охранниками у входа в ночной клуб. Позже Алексей был задержан милицией, однако, разобравшись и увидев, что ничего противоправного Олесинов не совершил, его в ту же ночь отпустили. Владельцы помещения, которому его хулиганскими действиями мог быть нанесён ущерб, в ходе предварительного следствия и на суде отказались от претензий к подсудимому[45]. Он был обвинён по ч.2 ст. 213 УК РФ («хулиганство»), 21 апреля 2009 года приговорён Таганским судом Москвы (судья Иванова Е. А.) к одному году колонии общего режима[46]. У Алексея были все основания для признания его «узником совести»[47].
- 18 марта 2008 года четверо «Антифа» напали на двух членов движения «русские националисты»[уточнить] и избили их. При этом нападение они зафиксировали на камеру мобильного телефона, а затем разместили в сети Интернет на общедоступном сайте. В феврале 2011 года нападавшие были признаны виновными в совершении действий, направленных на унижение достоинства группы лиц по признакам принадлежности к какой-либо социальной группе, публично, с применением насилия (п. «а» ч.2 ст. 282 УК РФ) и осуждены на условные сроки[48]. Тем самым прокуратура создала прецедент[уточнить], создав новую социальную группу под названием «фашисты»[49][значимость факта?].
- 27 сентября 2008 года ижевский антифашист Сергей Капшунов напал с осколком бутылки на двух молодых людей, показавшихся ему неонацистами. Впоследствии он был осуждён за хулиганство условно[50][неавторитетный источник] По данным других СМИ, на Сергея Капшунова напал неонацист Рустам Дёмин, который нанёс антифашисту 7 ножевых ранений[51]. Он не отрицал своей приверженности неонацизму, факта нанесения ножевых ранений Капшунову и того, что причиной инцидента стала именно идеологическая вражда[52].
- 18 ноября 2009 года группа антифашистов напала на офис движения «Россия молодая»[53][54]. Антифашисты мотивировали свою акцию тем, что движение «Россия молодая», а конкретно депутат Максим Мищенко, сотрудничают[55] с ультраправой организацией "Русский образ[56]. В интернете было опубликовано заявление от имени нападавших[57].
- 19 января 2010 года антифашисты провели марш памяти Станислава Маркелова и Анастасии Бабуровой[58]. В тот же день они забросали камням и дымовыми шашками помещение Союза писателей России в Москве[59]. Мотивировав это тем, что администрация Союза Писателей России сотрудничает с представителями неонацистских, расистских и фашистских движений, распространяющих человеконенавистническую идеологию[60].
- 10 декабря 2010 года группа антифашистов примерно из десяти человек атаковала офис газеты «Комсомольская правда», расположенный в Петровско-Разумовском проезде. Редакция была атакована, по словам Александр Григорьева[61] за националистические статьи её журналистов, а конкретно известного радикального националиста, по заявлению ИА «ИКД», Дмитрия Стешина[61].
- 28 июля 2010 года антифашисты провели несанкционированное шествие в подмосковном городе Химки. В нём участвовали порядка 400 человек, протестовавших против вырубки Химкинского леса. Остановившись у здания администрации, несколько участников шествия стали бросать камни, было разбито несколько окон. Поджигались фаеры и дымовые шашки. Молодёжь скандировала: «Остановим вырубку леса!», «Трассу в обход!», «Русский лес!»[62]. Акция была проведена для защиты леса и в знак протеста против деятельности неонацистов, охранявших строительную технику в Химкинском лесу и сдерживавших протестовавших там экологов[63][64][65].
- 16 января 2011 года в Казани активисты антифашистского движения спровоцировали массовую драку с болельщиками казанской футбольной команды «Рубин»[66].
- 17 ноября 2012 года рязанскими антифашистами был убит житель Рязани Александр Дудин[67].

## Финансирование антифашистских организаций
Деятельность Молодёжного правозащитного движения (англ. Youth Human Rights Movement) финансируется Фондом МакАртура, выделившим этой организации двух- и трёхлетние гранты в размере 100 000 и 225 000 $ соответственно на «деятельность по снижению ксенофобии в Воронеже».
Администрация antifa.ru объясняет факт регистрации сайта на организацию МПД тем, что по их мнению, было очень опасно более 6 лет назад регистрировать антифашистский сайт на свои личные данные из-за возможности подвергнуться физическому насилию со стороны неонацистов и репрессиям со стороны правоохранительных органов. Администрация также утверждает, что никто из её участников не получал денежных средств от западных фондов и подобные домыслы не имеют под собой никакой доказательной базы.

## Критика
- Критики из лагеря оппонентов называют антифашистов «антирусскими фашистами» ввиду того, что антифашисты, по их мнению, враждебно относятся к этническим русским и славянам[70][71].